# Abenmahfot
Ibn Mahfúz, citado en las crónicas castellanas como Abenmahfot, fue un noble andalusí que ejerció como emir de la Taifa de Niebla, y como vasallo del rey castellano Alfonso X el Sabio.

## Historia
En 1234, en un momento en que los territorios de la dinastía Almohade se empezaban a derrumbar, apareció la figura de Ibn Mahfúz, que se sublevó en Niebla como señor independiente y se nombró a sí mismo «emir del Algarve». Tras consolidar su posición, comenzó a expandir sus dominios hacia otros territorios hasta configurarse un reino cuyo territorio se extendía desde el cabo de San Vicente hasta la desembocadura del Guadalquivir, y desde Sierra Morena hasta el mar.
Sin embargo, ante la creciente presión castellana que siguió tras la conquista de Sevilla, Ibn Mahfúz se sometió al rey Alfonso X y le cedió la soberanía de los territorios del Algarve. Esta situación de vasallaje se mantuvo hasta 1262, fecha en que Niebla fue conquistada por las fuerzas castellanas tras un asedio de ocho meses. Con el consentimiento de Alfonso X, Ibn Mahfut se refugió en Sevilla, donde vivió hasta su fallecimiento.